# Mário Cláudio
Mário Cláudio, pseudónimo literário de Rui Manuel Pinto Barbot Costa (Porto, 6 de Novembro de 1941) é um escritor português.
Autor de uma vasta e multifacetada obra que abarca a ficção, a crónica, a poesia, a dramaturgia, o ensaio, a literatura infanto-juvenil e ainda letras para fado e inúmeros artigos publicados na imprensa nacional e estrangeira, proferido também palestras e conferências sobre temas literários ou conotados com a literatura. As suas obras estão traduzidas em inglês, castelhano, francês, italiano, alemão, húngaro, checo e croata.

## Biografia
Mário Cláudio nasceu no Porto, em 1941, filho único de uma família da burguesia portuense. Nesta cidade efectuou os estudos primário e secundário. Licenciado em Direito pela Universidade de Coimbra, veio a diplomar-se mais tarde com o Curso de Bibliotecário-Arquivista, da Faculdade de Letras da mesma Universidade. Como bolseiro do Instituto Nacional de Investigação Científica, frequentou a Universidade de Londres (University College), onde se pós-graduou como Master of Arts in Library and Information Studies. Foi professor do ensino superior, tendo leccionado na Escola Superior de Jornalismo do Porto, na Universidade Católica do Porto e foi formador de Escrita Criativa na Fundação Serralves e no Instituto Politécnico do Porto. Foi condecorado com a Ordem de Santiago de Espada e recebeu a Medalha de Honra da Cidade. Recebeu a comenda de Chevalier des Arts et des Lettres, atribuída pelo Ministério da Cultura de França (2006). Foi investido Doutor Honoris Causa da Universidade do Porto, por proposta da FLUP, 2019.

## Recebeu os seguintes prémios
- Grande Prémio de Romance e Novela, da Associação Portuguesa de Escritores, pelo romance Amadeo.
- Prémio Antena 1, da Radiodifusão Portuguesa, pelo romance Guilhermina.
- Prémio Lopes de Oliveira, pelo romance Tocata para Dois Clarins.
- Prémio PEN-Clube Português (2 vezes), pelo romance O Pórtico da Glória, em 1998, e pelo romance Camilo Broca, em 2007.
- Prémio Eça de Queirós, pelo romance O Pórtico da Glória.
- Grande Prémio de Crónica, da Associação Portuguesa de Escritores, pela antologia A Cidade no Bolso.
- Prémio Seiva Trupe.
- Prémio Pessoa pelo conjunto da sua obra, 2004.
- Prémio Clube Literário do Porto / Alberto Pimentel
- Prémio The Best of Porto, 2006.
- Prémio Vergílio Ferreira.
- Prémio Fernando Namora.
- Grande Prémio de Romance e Novela, da APE, pelo romance Retrato de Rapaz, 2015.
- Grande Prémio de Literatura DST Group, pela obra Astronomia, 2017.
- Prémio D. Dinis, Fundação Casa de Mateus, pela obra Astronomia, 2017.
- Grande Prémio de Crónica e Dispersos Literários, APE/CM Loulé, pela obra A Alma Vagueante, 2018.
- Grande Prémio de Romance e Novela da APE/DGLAB, pelo romance Tríptico da Salvação, 2019.
- Prémio Melhor Ficção 2018-2019 – Festival Literário de Fátima, pela obra Tríptico da Salvação, 2019.

## Obras mais importantes

### Ficção
- Um Verão Assim, 1974, 1982, 1988.
- As Máscaras de Sábado, 1976, 1982.
- Damascena, 1983.
- Improviso para Duas Estrelas de Papel, 1983.
- Das Torres ao Mar, 1983.
- A Quinta das Virtudes, 1990, 1991, 1992.
- Amadeo (Trilogia da Mão), 1984, 1993.
- Olga e Cláudio, 1984.
- Guilhermina (Trilogia da Mão), 1986, 1993.
- Duas Histórias do Porto, 1986.
- A Fuga para o Egipto, 1987.
- Rosa (Trilogia da Mão), 1988, 1993.
- Tocata para Dois Clarins, 1992.
- Itinerários (antologia de contos), 1993.
- As Batalhas do Caia, 1995.
- O Pórtico da Glória, 1997.
- O Último Faroleiro de Muckle Flugga, 1998.
- Peregrinação de Barnabé das Índias, 1998.
- Ursamaior, 2000.
- O Anel de Basalto e Outras Narrativas, 2002.
- Oríon, 2003.
- Gémeos, 2004.
- Camilo Broca, 2006.
- Boa noite, senhor Soares, 2008.
- Tiago Veiga, uma biografia, 2011.
- Retrato de Rapaz, 2014.
- O Fotógrafo e a Rapariga, 2015.
- Astronomia, 2015.
- Os Naufrágios de Camões, 2017.
- Memórias Secretas, 2018.
- Tríptico da Salvação, 2019.
- Três Novelas (Verão Assim | As Máscaras de Sábado | Damascena), 2020.
- Embora Eu Seja Um Velho Errante, 2021.
- Teoria das Nuvens, 2023.

### Poesia
- Ciclo de Cypris, 1969.
- Sete Solstícios, 1972.
- A Voz e as Vozes, 1977.
- Estâncias, 1980.
- Terra Sigillata, 1982.
- Dois Equinócios, 1996.
- Os Sonetos Italianos de Tiago Veiga, 2005.
- Doze Mapas (poesia reunida, 1969-2019), 2019.

### Crónica
- O Outro Génesis, 1988.
- Uma Coroa de Navios, 1992.
- A Cidade no Bolso, 2000.
- O Eixo da Bússola, 2007.
- A Alma Vagueante, 2017.

### Teatro
- Noites de Anto (1996). Encenado por Filipe la Féria, na Casa da Comédia.
- A Ilha do Oriente (1996). Encenado por Filipe La Féria para o Festival ACARTE.
- Henriqueta Emília da Conceição (1997). Encenado por Celso Cleto para o Teatro Experimental do Porto.
- O Estranho Caso do Trapezista Azul (1998). Encenado por Júlio Cardoso para a inauguração do Teatro do Campo Alegre.
- Medeia (2008). Encenado por Carlos Avilez para o Teatro Experimental de Cascais.

### Edições especiais
- Meu Porto (2001).
- Fotobiografia de António Nobre (2001).
- Triunfo do Amor Português (2004).

### Ensaio
- Para o Estudo do Analfabetismo e da Relutância à Leitura em Portugal (como Rui Barbot Costa), 1979.
- António Nobre: Correspondência com Cândida Ramos, 1982.
- António Nobre. “Alicerces” seguido de “Livro de Apontamentos”, 1983.
- Quarto de Noite, 1987.
- Emerenciano ou o Teor das Actas, 1989.
- Camilo Castelo Branco, Retrato a Sépia (2006).
- Júlio Pomar, Um Álbum de Bichos (2007).

### Viagem
- Italy: 41 Impressions (de colaboração com Michael Gordon Lloyd), Turnbridge Wells, Badger Editions, 1979.

### Tradução
- Dezasseis Poemas de Odysseus Elytis, Porto, O Oiro do Dia, 1980.
- William Beckford: Vathek, Porto, Edições Afrontamento, 1982.
- Nikos Gatsos: Amorgos – A Uma Estrela Verde, Porto, O Oiro do Dia, 1982.
- História do Califa Vathek, Porto, Edições Afrontamento, 1982.
- Virginia Woolf: Rumo ao Farol, Porto, Edições Afrontamento, 1985.

## Documentário
Tocata e Fuga: Os Dias de Mário Cláudio, realização de Jorge Campos, Portugal, 2016.